# Arpella d'antifaç africana
L'arpella d'antifaç africana (Polyboroides typus) és un ocell rapinyaire de la família dels accipítrids (Accipitridae. Habita boscos, preferentment amb palmeres i prop de l'aigua, de la major part d'Àfrica subsahariana. El seu estat de conservació es considera de risc mínim.

## Descripció
És un rapinyaire de mida mitjana. Dors, cap i pit de color gris clar. El ventre és blanc amb petites vires horitzontals negres. Les amples ales són de color gris pàl·lid amb la punta de les primàries vorejades de negre. La cua és negra amb una ampla banda blanca. La cara, sense plomes, és de color variable. Sexes semblants.

## Alimentació
La seva dieta és omnívora, menjant fruits de la palma d'oli, a més de caçar alguns vertebrats. Una doble articulació a la pota, extremadament flexible li permet atacar els nius fets a forats als arbres, de barbuts i puputs dels arbres, per capturar les postes.

## Reproducció
Construeix el seu niu a la forquilla d'un arbre o al cim d'una palmera, ponent 1 – 3 ous.